# Damion Lee
Damion Lee (Baltimore, 21 de outubro de 1992) é um basquetebolista profissional norte-americano, que joga pelo time Phoenix Suns da National Basketball Association (NBA).
Damion é casado com Sydel Curry, irmã de seu ex-companheiro de time e estrela do Golden State Warriors, Stephen Curry.

## Estatísticas
| † | Campeão da NBA |

### Temporada Regular
| Ano      | Equipe    | PJ  | PT | MPJ  | AP   | 3P   | LL   | RT  | AS  | BR  | TO  | PPJ  |
| -------- | --------- | --- | -- | ---- | ---- | ---- | ---- | --- | --- | --- | --- | ---- |
| 2017–18  | Atlanta   | 15  | 11 | 26.9 | .408 | .250 | .759 | 4.7 | 1.9 | 1.3 | 0.1 | 10.7 |
| 2018–19  | Warriors  | 32  | 0  | 11.7 | .441 | .397 | .864 | 2.0 | 0.4 | 0.4 | 0.0 | 4.9  |
| 2019–20  | Warriors  | 49  | 36 | 29.0 | .417 | .356 | .873 | 4.9 | 2.7 | 1.0 | 0.1 | 12.7 |
| 2020–21  | Warriors  | 57  | 1  | 18.9 | .467 | .397 | .909 | 3.2 | 1.3 | 0.7 | 0.1 | 6.5  |
| 2021–22  | Warriors† | 63  | 5  | 19.9 | .441 | .337 | .880 | 3.2 | 1.0 | 0.6 | 0.1 | 7.4  |
| Carreira |           | 216 | 53 | 21.0 | .434 | .357 | .868 | 3.5 | 1.4 | 0.7 | 0.1 | 8.2  |

### Playoffs
| Ano      | Equipe    | PJ | PT | MPJ | AP   | 3P   | LL   | RT  | AS  | BR  | TO  | PPJ |
| -------- | --------- | -- | -- | --- | ---- | ---- | ---- | --- | --- | --- | --- | --- |
| 2022     | Warriors† | 16 | 0  | 7.8 | .382 | .250 | .667 | 1.6 | 0.4 | 0.1 | 0.0 | 2.0 |
| Carreira |           | 16 | 0  | 7.8 | .382 | .250 | .667 | 1.6 | 0.4 | 0.1 | 0.0 | 2.0 |

### College
| Ano      | Equipe     | PJ  | PT  | MPJ  | AP   | 3P   | LL   | RT  | AS  | BR  | TO  | PPJ  |
| -------- | ---------- | --- | --- | ---- | ---- | ---- | ---- | --- | --- | --- | --- | ---- |
| 2011–12  | Drexel     | 36  | 35  | 28.9 | .454 | .375 | .773 | 4.4 | 1.8 | 0.8 | 0.3 | 12.0 |
| 2012–13  | Drexel     | 27  | 24  | 33.0 | .425 | .360 | .829 | 5.1 | 1.8 | 0.8 | 0.1 | 17.1 |
| 2013–14  | Drexel     | 5   | 5   | 26.8 | .370 | .273 | .864 | 4.2 | 2.2 | 0.6 | 0.2 | 13.0 |
| 2014–15  | Drexel     | 27  | 27  | 38.1 | .438 | .385 | .887 | 6.1 | 2.3 | 1.5 | 0.3 | 21.4 |
| 2015–16  | Louisville | 30  | 30  | 33.6 | .428 | .341 | .843 | 3.9 | 2.0 | 1.5 | 0.0 | 15.9 |
| Carreira |            | 125 | 121 | 32.8 | .433 | .362 | .843 | 4.8 | 2.0 | 1.1 | 0.2 | 16.1 |